# Іюрки
Іюрки, ірки (грецькою мовою Ἱύρκαι) — стародавній нарід у Східній Європі, згаданий Геродотом 4-ій книзі його «Історії».

## Полювання
Геродот свідчить, що іюрки жили з полювання. Те що вони полювали очікуючи на звіря на дереві, свідчить що край у якому жили іюрки був лісовим, або лісостеповим. Полювали іюрки з конями та собаками. Кінь та собака тихо причаювалися поки іюрк вичікував звіря на дереві. Після пострілу з луку іюрк вскакував на коня й разом з собакою наздоганяв пораненого звіря.

## Локалізація ірків
У першоджерелі ірки згадуються разом з тиссагетами після меланхленів. Меланхлени були пращурами фінських племен меря й черемисів. Тальгрен локалізує меланхленів на північ від Вороніжа. Ще далі на схід, у Надволжі могли знаходитися землі тиссагетів та іюрків.
Під час вторгнення перського царя Дарія у Скіфію, скіфи просили усіх своїх сусідів на підтримку за виключенням тиссагетів та іюрків. Зрозуміло, що не існував безпосередній територіальний зв'язок скіфів та іюрків. Тому тиссагетів можливо локалізувати десь у Надволжі або Покам'ї, а іюрків — десь на Південному Уралі у Башкірії. Іюрків можливо ототожнити з уграми. Самий етнонім «іюрки» є перекрученим етнонімом «угри».
За іншою версією ірки ототожнюються з дяківською культурою.

## Першоджерело Геродота
|  | Вище над будінами на півночі спершу простягається пустеля на відстань семи днів шляху, а за пустелею, якщо трохи ухилитися на схід, мешкають тіссагети, окрема і численна народність. Вони живуть полюванням. Поряд із ними живуть у тій самій країні ті, що називаються іюрки. І вони живуть полюванням, а полюють ось як. Дерев у них дуже багато в усій їхній країні і мисливець залізає на дерево і очікує. Кожен там має призвичаєного коня, що лягає на живіт, щоб не звертати на себе уваги. І кінь очікує так само, як і собака. Щойно мисливець побачить із дерева дичину, він стріляє в неї з луку, скочує на коня і переслідує її разом із собакою. Вище від них, якщо трохи ухилитися на схід, мешкають інші скіфи, які відокремилися від царських скіфів і згодом прийшли до цієї країни. |

Геродот. Історія. 4-та книга. 22 абзац